# 휴전 오만
휴전 오만(아랍어: إمارات الساحل المتصالح, 영어: Trucial Oman)은 아라비아 반도의 페르시아만 연안에 존재했던 영국의 보호국이다. 현재의 아랍에미리트의 전신이다.

## 역사
18세기까지는 아라비아 반도에서 활동하던 해적들이 유럽 국가의 선박들을 자주 습격했기 때문에 해적 해안(Pirate Coast)이라고 불렀다. 1820년 1월 8일 영국과 아라비아 반도의 셰흐들 사이에 체결된 해상 조약에 따라 휴전 오만이 수립되었고 1853년에는 영국과의 항구적인 해상 휴전 조약이 체결되었다.
1952년에 휴전 오만 평의회가 수립되었으며 1971년 12월 2일에 아랍에미리트가 수립되면서 소멸되었다.

## 구성국
휴전 오만은 8개의 토후국으로 구성된 연합 국가였다. 칼바를 제외한 7개의 토후국은 현재의 아랍에미리트를 구성하는 토후국이기도 하다.
- 아부다비 토후국 (1820년 ~ 1971년)
- 아지만 토후국 (1820년 ~ 1971년)
- 두바이 토후국 (1835년 ~ 1971년)
- 푸자이라 토후국 (1820년 ~ 1971년)
- 칼바 토후국 (1936년 ~ 1951년): 1936년에 샤르자 토후국에서 분리되어 신설되었다가 1951년을 기해 샤르자 토후국에 다시 편입되면서 소멸됨.
- 라스알카이마 토후국 (1820년 ~ 1971년): 1972년 2월 10일에 아랍에미리트에 편입됨.
- 샤르자 토후국 (1820년 ~ 1971년)
- 움알쿠와인 토후국 (1820년 ~ 1971년)

## 같이 보기
- 인도 제국